# Riverside (comté de Suffolk, New York)
Pour les articles homonymes, voir Riverside.
Riverside est une census-designated place du comté de Suffolk, dans l'État de New York, aux États-Unis,. En 2020, elle compte une population de 2 882 habitants.